# Улица Даля (Санкт-Петербург)
Улица Да́ля — улица в Петроградском районе Санкт-Петербурга. Проходит от Песочной набережной до набережной реки Карповки.

## История
Улица получила своё название 7 декабря 1913 года в честь Владимира Ивановича Даля, русского писателя, лексикографа, автора «Толкового словаря живого великорусского языка».

## Достопримечательности

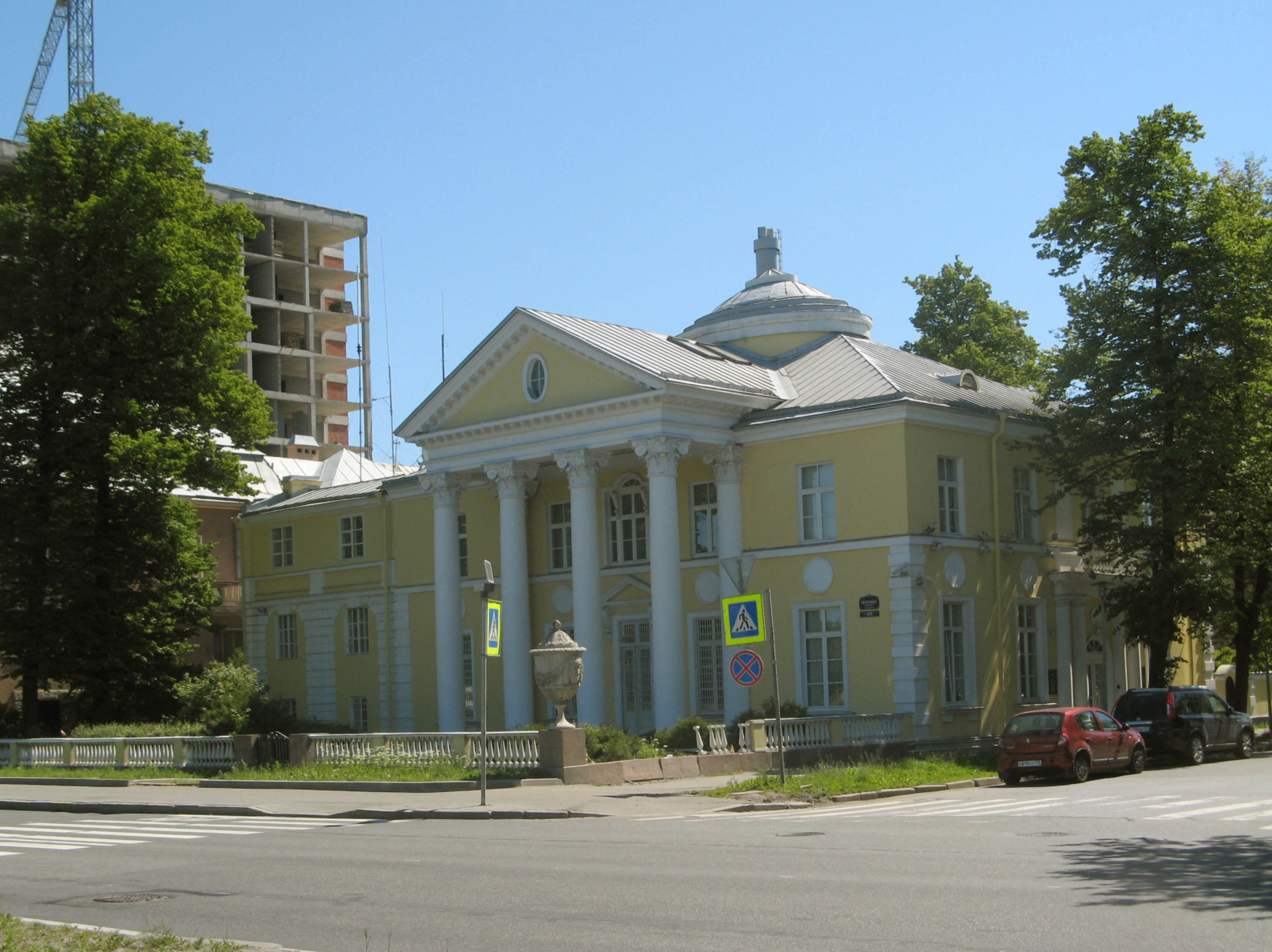
Усадьба Л. А. Ильина на углу Песочной набережной и улицы Даля

- Ленинградский Дворец Молодёжи (в начале улицы по нечётной стороне).
- Дом 2 (Песочная набережная, д. 24) — усадьба Л. А. Ильина. Здание построено по собственному проекту архитектора в 1911—1915 годах. Это полудачная усадьба в неоклассическом стиле с садом, двумя каменными флигелями и двухэтажным особняком. В начале 1917 года дом был приобретён великим князем Дмитрием Констаниновичем; отсюда он был отправлен в ссылку в Вологду, а в 1919 году расстрелян в Петропавловской крепости. Здание было снесено в 1930-х годах, воссоздано в 1997 году. В настоящее время в здании расположено Управление вневедомственной охраны ГУ МВД России по г. Санкт-Петербургу и Ленинградской области.  7831450000

## Транспорт
- Ближайшая к улице Даля станция метро — «Петроградская»
- Улицу пересекает автобусный маршрут № 25.

## Пересечения
- Песочная набережная
- улица Профессора Попова
- набережная реки Карповки.